# Novák Alexisz
Novák Alexisz, (Budapest, 1987. november 22. –) magyar labdarúgó, jelenleg a BFC Siófok játékosa, hátvéd.

## Pályafutása
2005-ben kezdte profi karrierjét az MTK csapatában, ahol soha nem jutott szóhoz. 2 év után az NB 2-ben szereplő Felcsút, majd Budaörs csapataihoz igazolt, ahonnan 2009-ben leigazolta a Budapest Honvéd.